# Reinier Zeeman

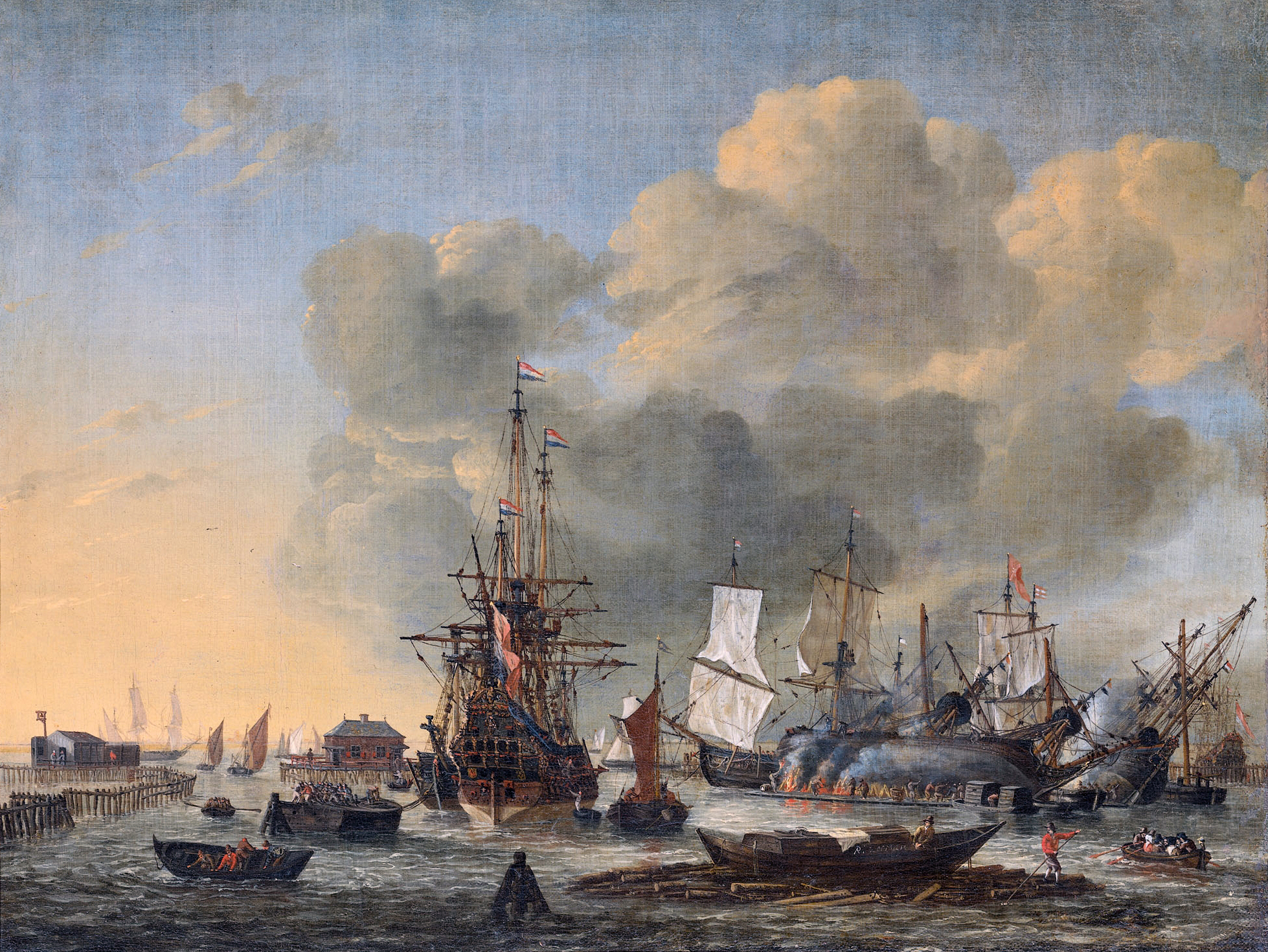
Reinier Zeeman: Auf dem IJ vor Amsterdam werden Schiffe kalfatert. Das Gemälde ist mit "R.Zeeman" signiert

Reinier Zeeman (* um 1623 in Amsterdam; † August 1664 in Amsterdam) war ein berühmter niederländischer Marinemaler und Radierer des 17. Jahrhunderts.

## Name
Bis zur Ausstellung "Lof der Zeevaart" 1996 wurde der Künstler mit "Reinier Nooms, genannt Zeeman" in der Kunstgeschichte genannt. Jedoch ist auf zeitgenössischen Dokumenten und auf den signierten Gemälden stets nur "Seeman" oder "Zeeman" zu finden. Die Bezeichnung "Nooms" kommt von den signierten Druckwerken und Titelkupfern seiner Blätter und Serien. Darin sind verschiedene Namensformen aufgeführt: "R[einier] Zeeman", "Remy Zeeman", "Reinier Nooms, alyas Zeeman" oder "Reinier Nooms". Daraus hat die frühere Kunstgeschichtsforschung Nooms tradiert und ist heute noch im Kunsthandel gebräuchlich. Die aktuelle Wissenschaft hat sich zur Namensform Zeeman durchgerungen.

## Leben
Von Zeeman erfahren wir erstmals 1653, als er Marija Moosijn heiratet und von ihr zwei Töchter bekommt. Von vor dieser Zeit sind keine Nachrichten bekannt. Weitere belegbare Lebensstationen sind nicht erkennbar, außer einer Anzeiger seiner Frau gegen die Vermieter, die den Künstler zu unsittlichem Leben verführt haben sollen. Seine Frau erbt alles nach dem Tod Zeemans 1664. Aus dem Nachlassinventar sind Bilder bekannt, die darauf schließen lassen, dass er wohl vor 1650 in Paris gewesen sein könnte. In dem Inventar waren auch Bücher zur Seefahrtskunde vorhanden. Eine Reise nach Berlin, welche oft zitiert wurde, ist nicht verbürgt. 
Seine künstlerischen Lehrer sind unbekannt, doch eine gewisse Beeinflussung durch Willem van de Velde d. Ä. ist anzunehmen.

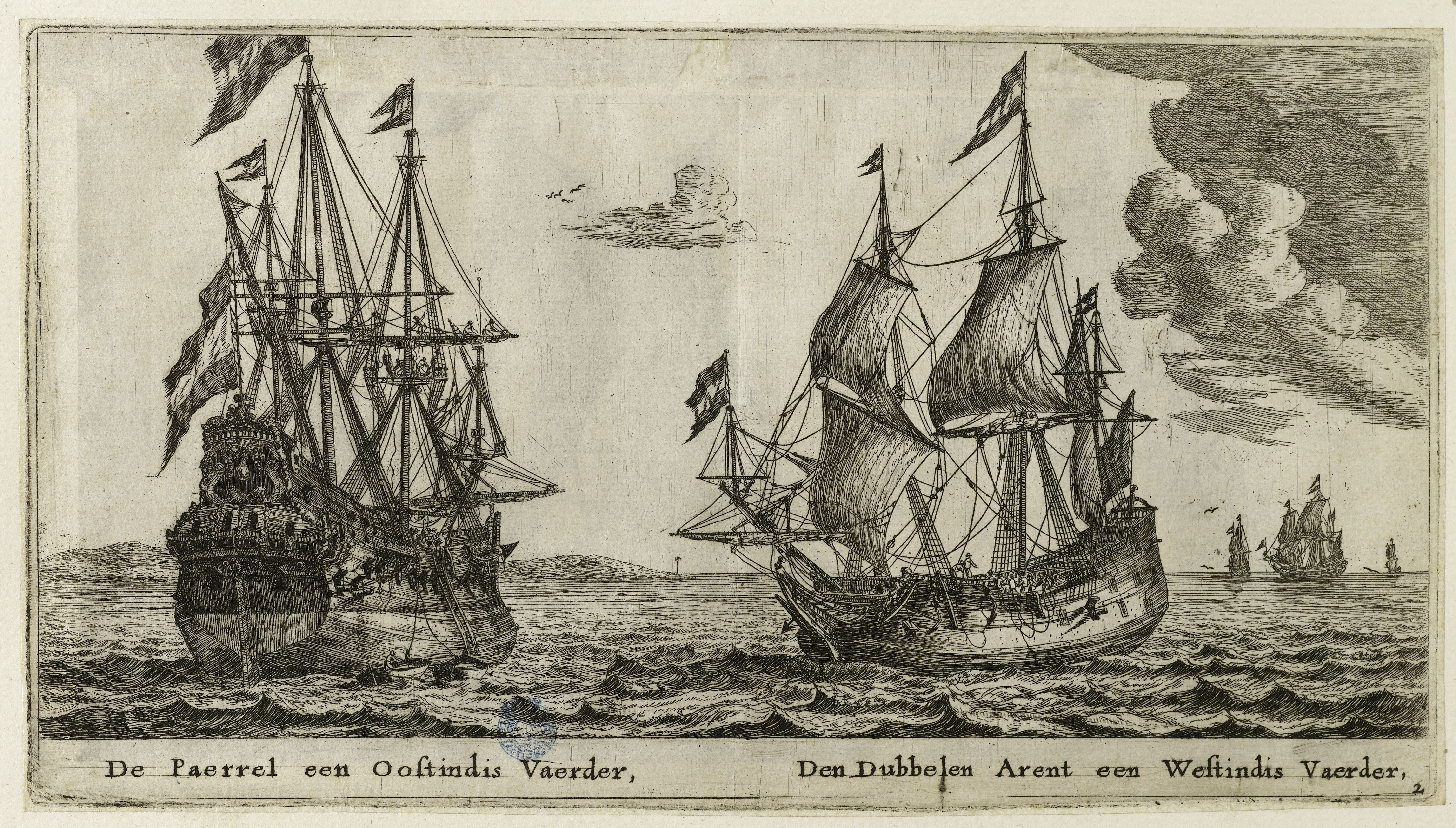
Reinier Zeeman: De Paerrel een Oostindis Vaerder, Den Dubbelen Arent een Westindis Vaerder, c. 1650

Neben Gemälden produzierte er ein umfangreiches Werk an Graphiken. Diese zeigen Zeitereignisse, z. B. Seekriege, allegorische Darstellungen, Amsterdamer Stadtansichten und enzyklopädische Abbildungen von Schiffstypen.
Charles Méryon kopierte Zeemans Stadtansichten von Paris (eine Reihe von Radierungen) und empfahl sich dadurch – zumindest als Radierer – als dessen ebenbürtiger Nachfolger.